# Chonocephalus digitalis
Chonocephalus digitalis är en tvåvingeart som beskrevs av Borgmeier 1967. Chonocephalus digitalis ingår i släktet Chonocephalus och familjen puckelflugor. Inga underarter finns listade i Catalogue of Life.